# AMD Sempron (K7)
Mit dem AMD Sempron auf Basis der K7-Architektur führte AMD im Jahre 2004 den mit dem AMD Duron begonnenen Weg fort, Prozessoren im Niedrigpreis-Segment unter eigenem Markennamen anzubieten. Gleichzeitig wurden auch auf Basis der K8-Architektur neue AMD-Sempron-Prozessoren präsentiert, welche mit der Zeit Semprons auf Basis der K7-Architektur verdrängten.

## Technisches
Die AMD Semprons besitzen einen niedriger getakteten Front Side Bus und sind zumeist auch nur mit niedrigeren Taktfrequenzen zu haben als entsprechende AMD Athlon XPs. Damit ist die Leistungsfähigkeit dieser CPUs zwar beschränkt, die niedrigeren Produktionskosten senken aber auch den Verkaufspreis.
Die Prozessorkerne sind identisch zu den Kernen der schnelleren Athlon-XP-Prozessoren.

## Modelldaten Sockel A

### Thoroughbred B

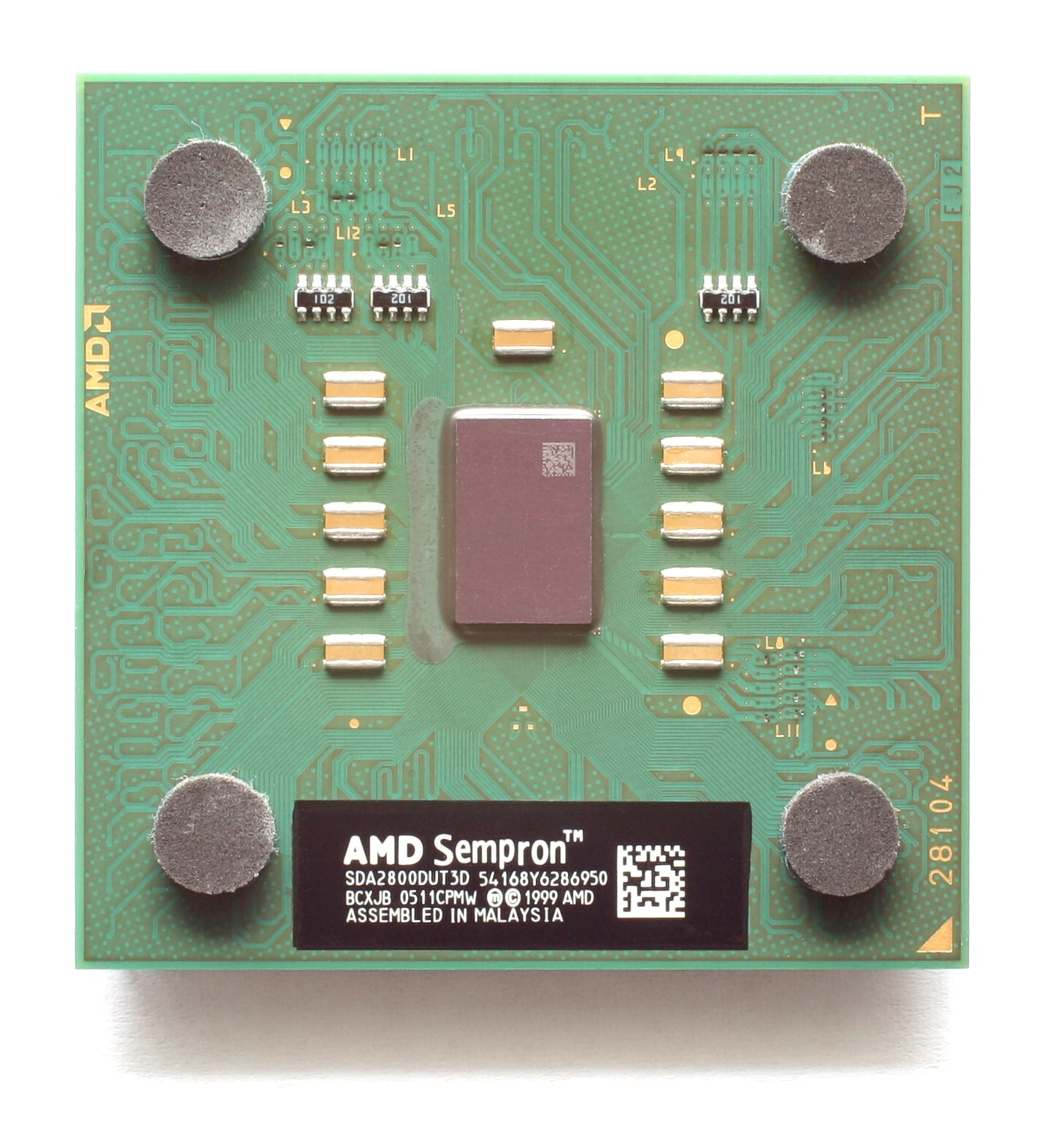
Fälschung eines AMD Sempron 2800+ (Thoroughbred B).

- L1-Cache: 64 + 64 KiB (Daten + Instruktionen)
- L2-Cache: 256 KiB mit Prozessortakt
- MMX, 3DNow!, SSE
- Sockel A, EV6 mit 166 MHz (FSB 333)
- Betriebsspannung (VCore): 1,60 V
- Leistungsaufnahme (TDP): 62 W
- Erstes Erscheinungsdatum: 28. Juli 2004
- Fertigungstechnik: 130 nm
- Die-Größe: 84,66 mm² bei 37,2 Millionen Transistoren
- Taktraten: 1.500–2.000 MHz
  - 2200+: 1.500 MHz
  - 2300+: 1.583 MHz
  - 2400+: 1.667 MHz
  - 2500+: 1.750 MHz
  - 2600+: 1.833 MHz
  - 2800+: 2.000 MHz

### Thorton

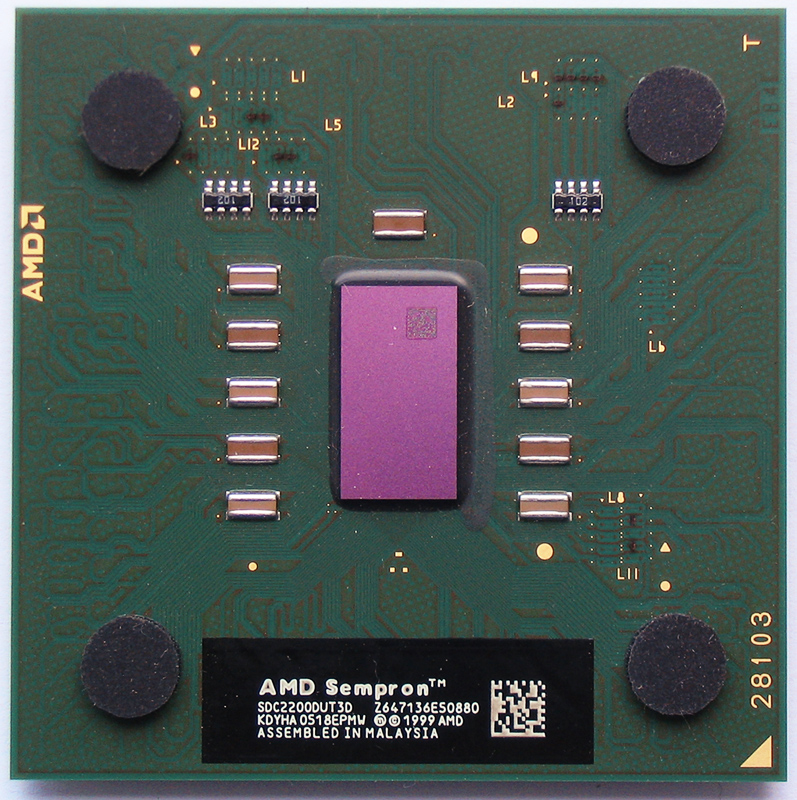
Sempron 2200+ (Thorton)

- L1-Cache: 64 + 64 KiB (Daten + Instruktionen)
- L2-Cache: 256 KiB mit Prozessortakt
- MMX, 3DNow!, SSE
- Sockel A, EV6 mit 166 MHz (FSB 333)
- Betriebsspannung (VCore): 1,60 V
- Leistungsaufnahme (TDP): 62 W
- Erstes Erscheinungsdatum:
- Fertigungstechnik: 130 nm
- Die-Größe: 100,99 mm² bei 54,3 Millionen Transistoren
- Taktraten: 1.500–2.000 MHz
  - 2200+: 1.500 MHz
  - 2400+: 1.667 MHz
  - 2800+: 2.000 MHz

### Barton

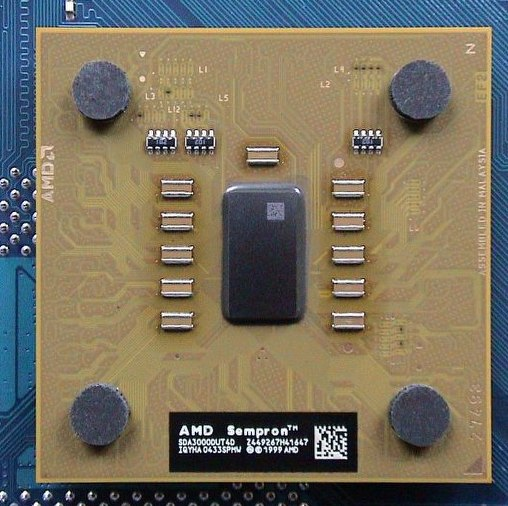
Sempron 3000+ (Barton)

- L1-Cache: 64 + 64 KiB (Daten + Instruktionen)
- L2-Cache: 512 KiB mit Prozessortakt
- MMX, 3DNow!, SSE
- Sockel A, EV6 mit 166 (FSB 333) oder 200 MHz (FSB 400)
- Betriebsspannung (VCore): 1,60 V
- Leistungsaufnahme (TDP): 62 W
- Erstes Erscheinungsdatum: 17. September 2004
- Fertigungstechnik: 130 nm
- Die-Größe: 100,99 mm² bei 54,3 Millionen Transistoren
- Taktraten: 2.000 − 2.200 MHz
  - 3000+: 2.000 MHz (166 MHz FSB)
  - 3300+: 2.200 MHz (200 MHz FSB)